# Raspail (liqueur)
Pour les articles homonymes, voir Raspail.
Raspail est une marque de liqueur à visée hygiénique créée par le chimiste et homme politique François-Vincent Raspail qui lui donne son nom en 1847. 

## Historique

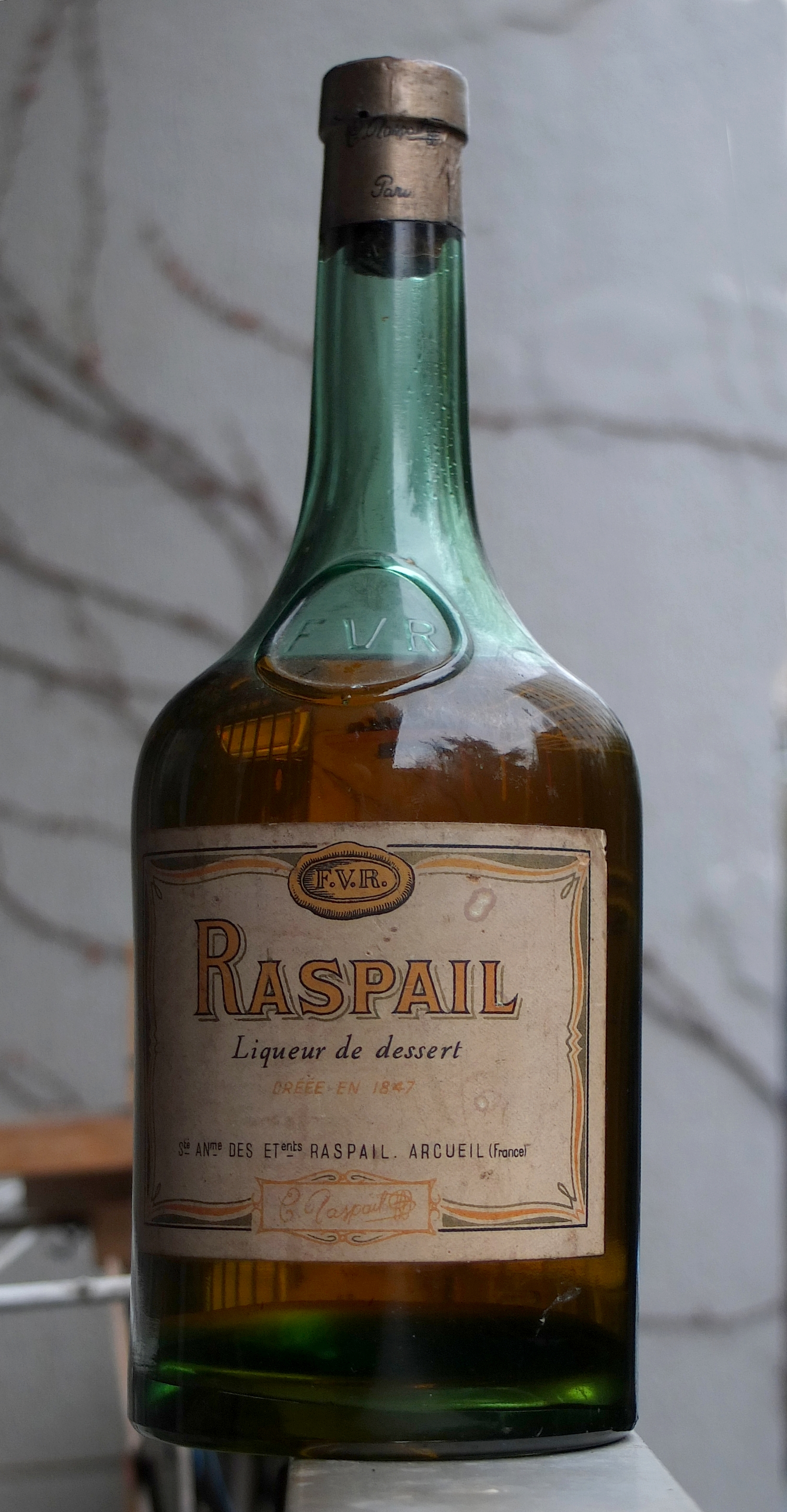
Une bouteille produite à Arcueil (après 1870).

François-Vincent Raspail, avait publié en 1845 son premier almanach intitulé Manuel de santé à l'intention des milieux populaires où il donnait la recette d'une liqueur hygiénique de dessert, qui assurerait une longue vie. Repris à Saumur par la famille Combier, « l’élixir Raspail » fut amélioré en 1852, par l'ajout de zestes d'orange. Dans un premier temps, Raspail, qui en a reçu un échantillon, félicita les Combier. Puis à l'incitation de sa famille il leur intenta un procès pour contrefaçon. La liqueur dut changer de nom et devint l'élixir Combier. 
Un réfugié italien, fuyant la Romagne occupée par les troupes autrichiennes, s'installa à Saumur en 1845. Cet Angelo Bolognesi fut d'abord cafetier, puis, en 1848, devint l'associé de Jean-Baptiste Combier. Il participa à l'élaboration de l'élixir Raspail. Puis Bolognesi quitta, semble-t-il en bons termes, la maison Combier. C'était pour fonder sa propre distillerie dès 1858 où il fabriqua la même liqueur, qu'il vendit sous le nom d'élixir Angelo à partir de 1863.
L'affaire ne s'arrêta pas là. Procès gagné, Émile Raspail, qui avait installé au 55 avenue Laplace, à Arcueil, une manufacture de droguerie, décida d'utiliser, dès 1870, la recette de l'élixir de son père. Il transforma sa fabrique en distillerie et la renommée de la liqueur Raspail qu'il y élabora fut considérable, son titre alcoolique était de 43°. Après sa mort, ses fils poursuivirent la production. Vendue, en 1930, la distillerie fut acquise par les établissements Bols qui continuèrent à fabriquer la liqueur Raspail jusque dans les années 1960.

## Composition

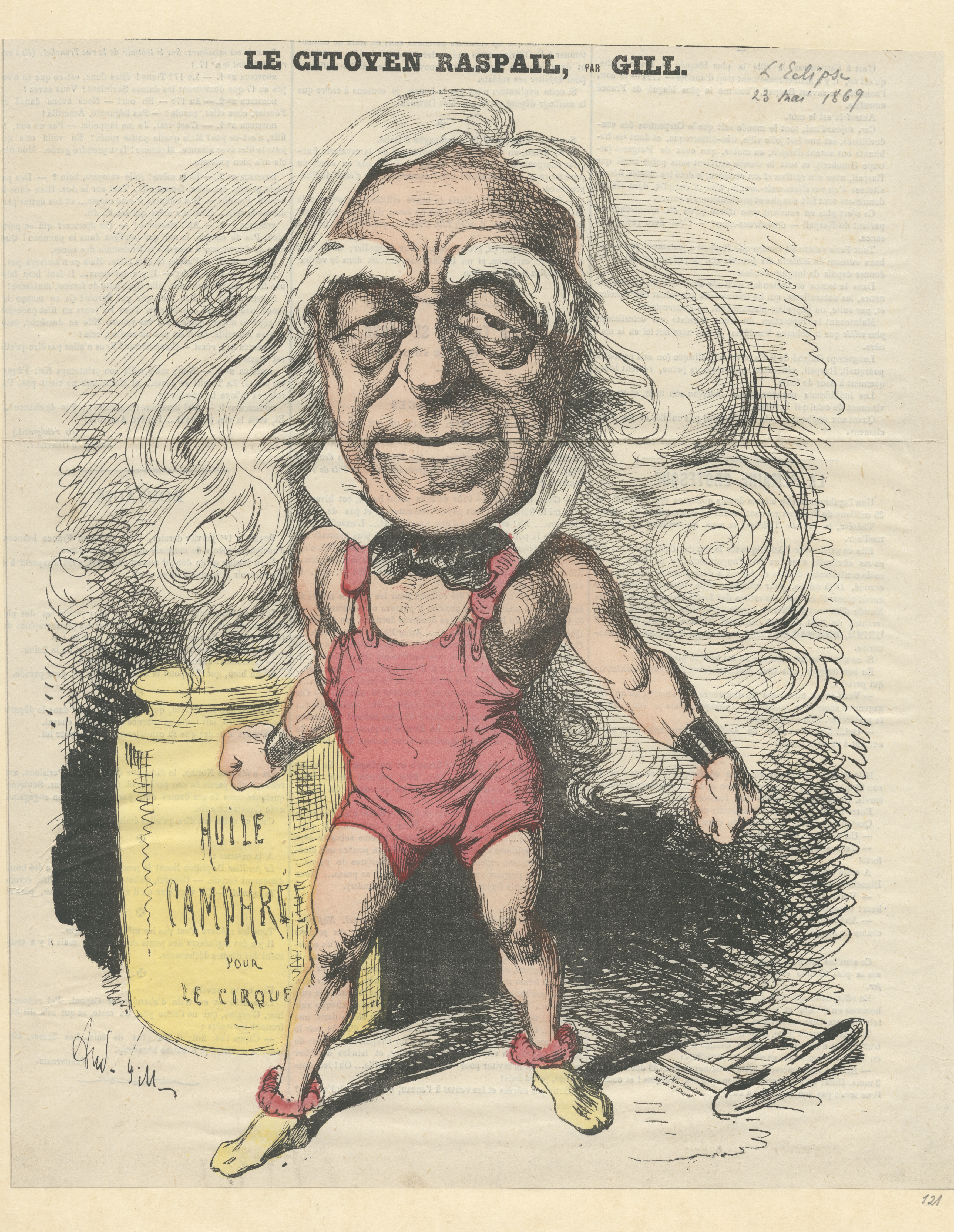
Carricature de Raspail par André Gill en première page de L'Eclipse, 1869.

Raspail n'était pas médecin mais chimiste, et se retrouva un peu malgré lui expert en toxicologie. Sa marotte du point de vue pharmacologique et médicinal était le camphre, il le préconisait dans de multiples indications et forme, onguents, à manger, à priser, à fumer. Il élabore donc en 1845 une formule où il l'incorpore dans une liqueur digestive et hygiénique, la Liqueur Raspail est née, mais son goût camphré est assez rébarbatif. C'est Combier qui modifie la recette en 1852 et intègre les zestes d'orange, ce qui provoque un procès de la part de Raspail. Ce n'est qu'après 1870, reprise par le fils de Raspail, que la liqueur rencontre un franc succès commercial.

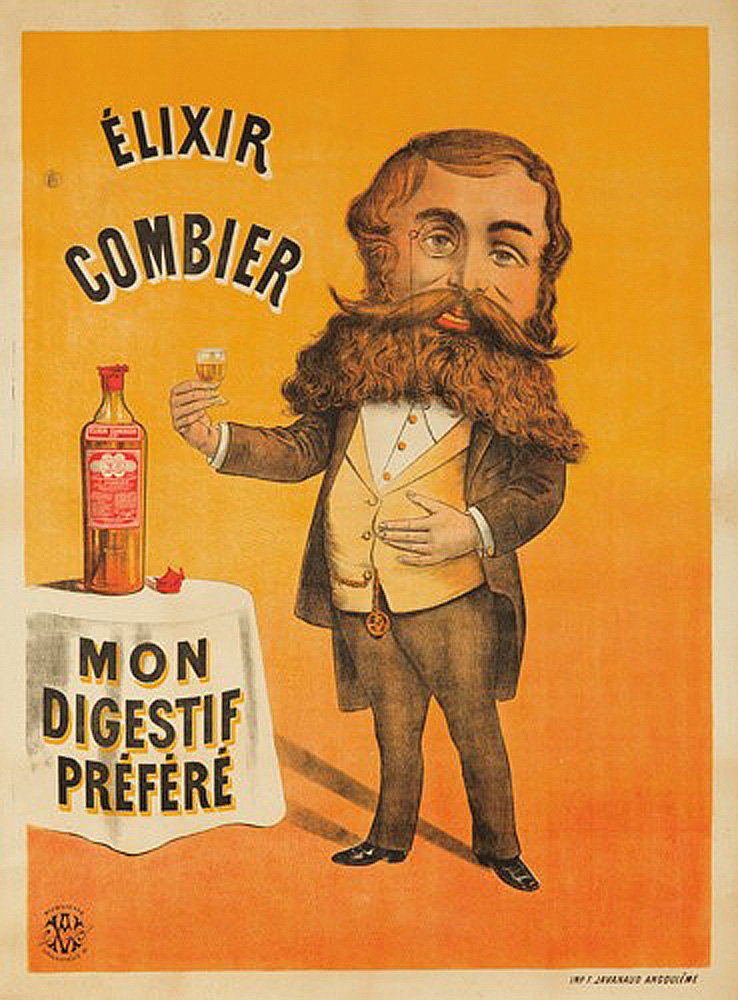
Élixir Combier
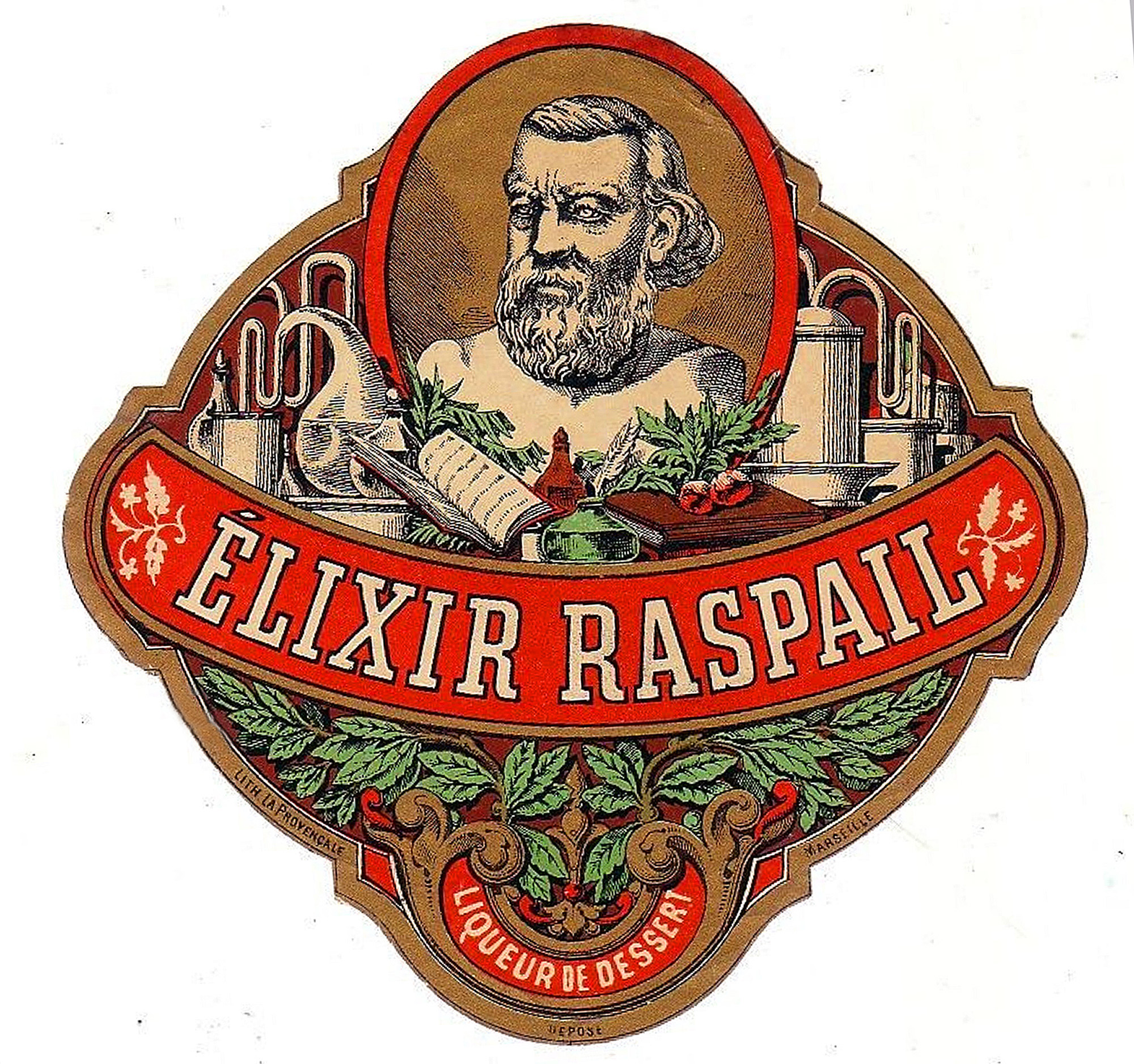
Élixir Raspail
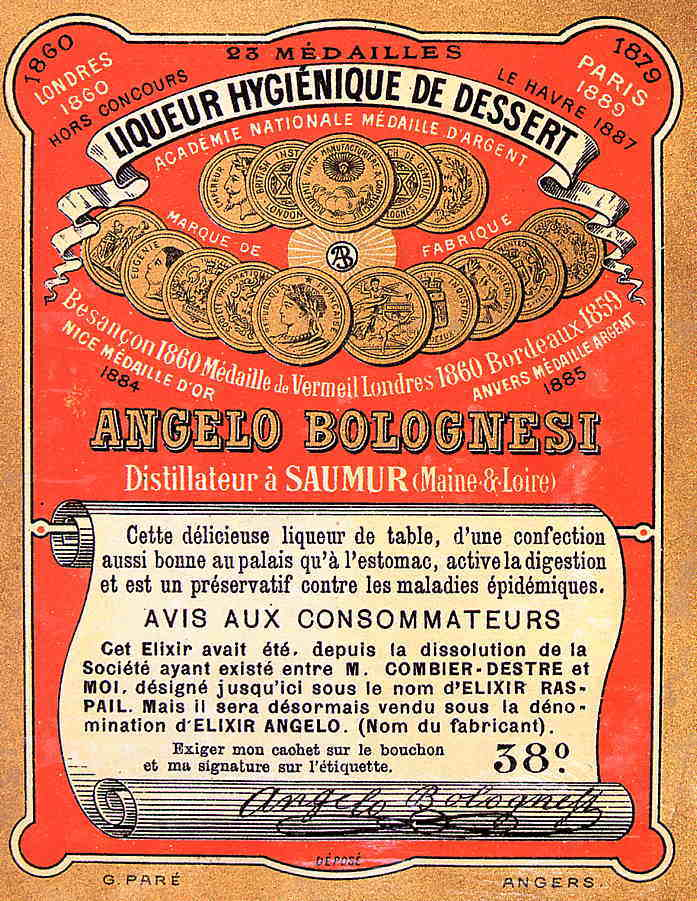
Élixir Raspail devenu élixir Angelo

## Renouveau
La marque disparait dans les années 1960, la distillerie Mazy relance la production en 2017 d'une liqueur sous la marque Raspail, reprenant la formule « Liqueur de dessert » et une étiquette très proche des anciennes bouteilles. Le titre alcoolique est descendu à 34°.